# 1964년 동계 올림픽 루지
1964년 동계 올림픽 루지 경기는 인스부르크 올림픽 슬라이딩 센터에서 3가지 종목으로 치러졌다. 이 경기는 1964년 1월 30일부터 2월 4일까지 개최되었다.
루지는 이 대회에서 올림픽 정식 종목으로 처음 채택되었다.

## 메달 집계
| 순위 | 국가       | 금메달 | 은메달 | 동메달 | 합계 |
| ---- | ---------- | ------ | ------ | ------ | ---- |
| 1    | 독일 연합  | 2      | 2      | 1      | 5    |
| 2    | 오스트리아 | 1      | 1      | 1      | 3    |
| 3    | 이탈리아   | 0      | 0      | 1      | 1    |
|      | 합계       | 3      | 3      | 3      | 9    |

## 참가국
12개의 국가가 올림픽 루지 종목에 참가했다.
| - 아르헨티나 (1) - 오스트리아 (9) - 캐나다 (1) - 영국 (2) - 독일 연합 (9) - 이탈리아 (7) | - 리히텐슈타인 (3) - 노르웨이 (4) - 폴란드 (8) - 스위스 (9) - 체코슬로바키아 (6) - 미국 (9) |

## 참조
- Sports-Reference - 1964년 동계 올림픽 - 루지